# Manchu-tungusiske folk
Manchu-tungusiske folk tidligere betegnelse tungusere (via russisk fra jakutisk tunguz 'vildsvin'), er beslægtede asiatiske folkeslag, der taler eller oprindeligt har talt manchu-tungusiske sprog. Folkeslagene er oprindeligt nomadiske folk. Manchu-tungusiske folk er inddelt i flere undergrupper, der betragtes som selvstændige folkeslag.

## Manchu-tungusiske folkeslag
Manchu-tungusiske folkeslag:
- Evenkere
- Evener/evenser
- Jurchener
- Manchuere
- Negidaler
- Nani-folket
- Oroch-folket
- Orok-folket
- Oroqen-folket
- Udege-folket
- Ulchs
- Xibe